# جیورجوس کاتیدیس
جیورجوس کاتیدیس (به یونانی: Γιώργος Κατίδης) متولد ۱۲ فوریه ۱۹۹۳ یک بازیکن یونانی فوتبال که برای باشگاه فوتبال آ. ا. ک آتن بازی در سوپر لیگ فوتبال یونان، به عنوان هافبک، بازی کرده است. او در حال حاضر برای نوارا کالسیو بازی می‌کند.